# Birrhard
Birrhard é uma comuna da Suíça, no Cantão Argóvia, com cerca de 657 habitantes. Estende-se por uma área de 3,00 km², de densidade populacional de 219 hab/km². Confina com as seguintes comunas: Birmenstorf, Birr, Brunegg, Lupfig, Mägenwil, Mülligen, Wohlenschwil.
A língua oficial nesta comuna é o Alemão.

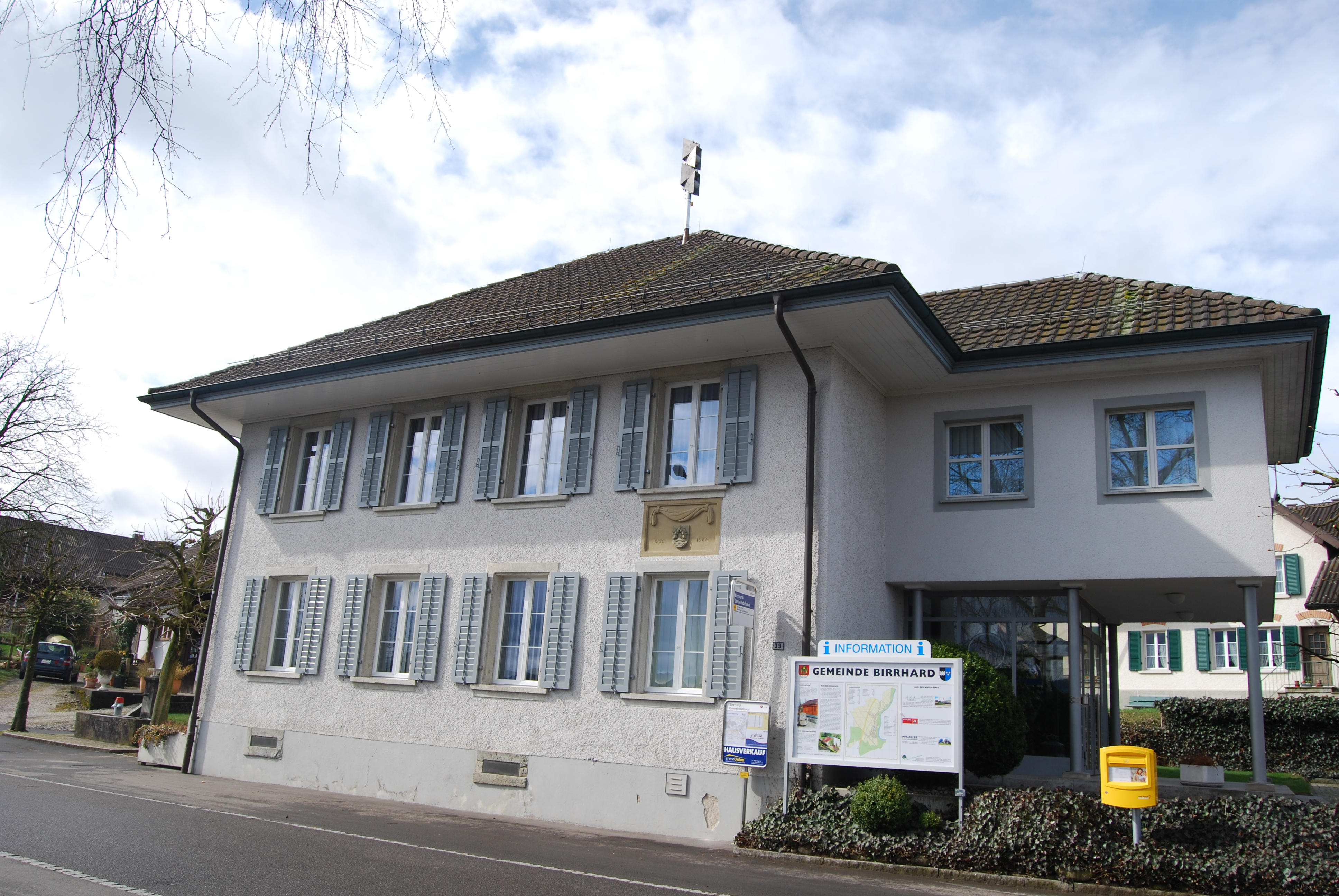
Birrhard